# Schuldvermenging
Schuldvermenging is de situatie waarbij schuldeiser en schuldenaar in dezelfde persoon verenigd zijn. Door de vereniging van alle aandelen in één hand is de verhouding tussen de vennoten en de vennootschap ontwricht. Waar tijdens haar bestaan de vennootschap schuldenares was tegenover de vennoten, worden de vennootschap en de vennoten nu samen herleid tot één en dezelfde persoon.
Als een vennootschap bestaat uit slechts twee vennoten, dan kan de vereniging van alle aandelen in één hand, serieuze gevolgen inhouden. Zo kan de vennootschap automatisch verdwijnen, aangezien immers niet meer voldaan wordt aan de definitie van het vennootschapscontract.
Artikel 1, lid 1, van het Wetboek van Vennootschappen luidt immers als volgt: "Een vennootschap wordt opgericht door een contract op grond waarvan twee of meer personen overeenkomen iets in gemeenschap te brengen met als doel één of meer nauwkeurig omschreven activiteiten uit te oefenen en met het oogmerk aan de vennoten een rechtstreeks of onrechtstreeks vermogensvoordeel te bezorgen."
De vennootschap voldoet in dit geval niet meer aan de strikt noodzakelijke pluraliteitsvereiste. De eenmansvennootschap is dus van rechtswege ontbonden, ook al vindt later een herverdeling van de aandelen plaats.
Voorgaande regeling is sinds de wetswijziging van december 1984 niet meer van toepassing op kapitaalvennootschappen (NV, Comm.VA), die ondanks een vereniging van alle aandelen in één hand, toch nog blijven verder bestaan. De achterman (die alle aandelen bezit) wordt wel aansprakelijk voor alle schulden; hij verliest dus het voordeel van de beperkte aansprakelijkheid.